# Буїра (вілаєт)
Буїра (араб. ولاية البويرة‎‎‎‎) — вілаєт Алжиру. Адміністративний центр — м. Буїра. Площа — 4 439 км². Населення — 694 750 осіб (2008).

## Географічне положення
На півночі межує з вілаєтами Тізі-Узу та Бумердес, на сході — з вілаєтами Беджая та Бордж-Бу-Арреридж, на півдні — з вілаєтом Мсіла, на заході — з вілаєтами Медея та Бліда.

## Адміністративний поділ
Поділяється на 12 округів та 45 муніципалітетів.